# Murad Bazarov
Murad Bazarov (Meşəşambul, 6 agosto 1994) è un lottatore azero, specializzato nella lotta greco-romana.

## Palmarès
- Europei

Roma 2020: bronzo nei 60 kg.
- Giochi olimpici giovanili

Singapore 2010: oro nei 42 kg.